# Serényfalva
Serényfalva è un comune dell'Ungheria di 1.101 abitanti (dati 2001). È situato nella contea di Borsod-Abaúj-Zemplén ed ospita uno dei parchi solari più grandi della nazione: il Solar Park Serenyfalva.